# Justine Cassell

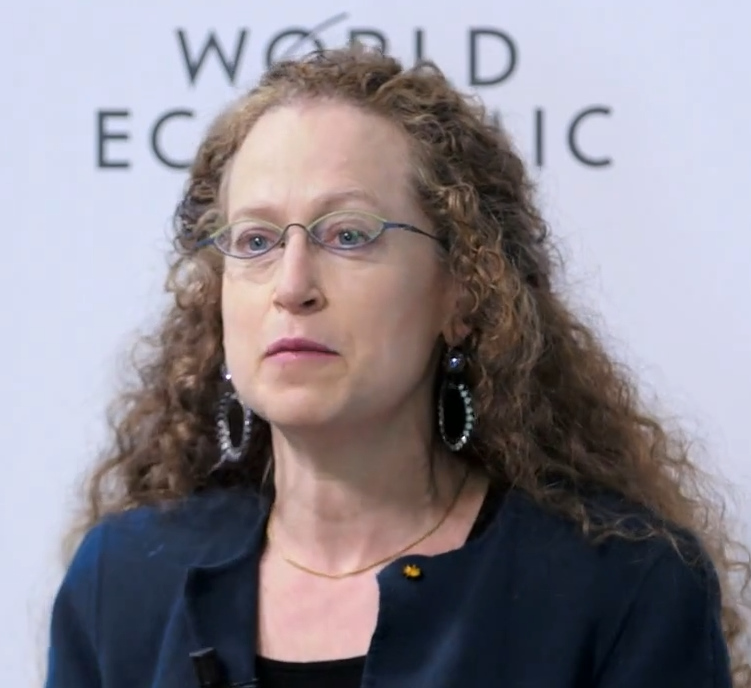
Justine Cassell (Januar 2015)

Justine Cassell (* 19. März 1960 in New York City) ist eine US-amerikanische Informatikerin und Linguistin mit Interesse für zwischenmenschliche Kommunikation, Mensch-Computer-Interaktion und web-basierte Erzählung, im weiteren Sinne für Künstliche Intelligenz. Seit August 2010 arbeitet sie am Carnegie Mellon Human Computer Interaction Institute (HCII) der Carnegie Mellon University.

## Ausbildung
Cassell hat ein DEUG in moderner Literaturwissenschaft von der Universität der Franche-Comté in Besançon (1981), einen BA in Vergleichende Literaturwissenschaft/Linguistik vom Dartmouth College (1982), einen M.LITT. in Linguistik von der University of Edinburgh (1986), und einen doppelten PhD in Linguistik und Entwicklungs-/Kognitiver Psychologie von der University of Chicago (1991).

## Karriere
Cassell leitete die Gesture and Narrative Language Research Group am MIT Media Lab. Darauf wurde sie Professorin für Electrical Engineering and Computer Science und Communication Studies an der Northwestern University. Dort wurde sie Gründungsdirektorin des Technology and Social Behavior Ph.D. Programms und des Interdisciplinary Center for Technology and Social Behavior. 2016 wurde sie zum Korrespondierenden Mitglied der Royal Society of Edinburgh gewählt.
Im Frühwerk hat sie verbale und nonverbale Aspekte der menschlichen Kommunikation erforscht, in die sie Computersysteme einführte, um den Maschinen die Kommunikation zu ermöglichen. Sie entwickelte eine lebendige Konversation, indem sie eine menschliche Figur entwarf, die Gestik, Intonation und Gesichtsausdruck integrierte. Sie half eine web-basiertes Erzählsystem zu entwickeln, Renga, the Cyberstory, um Mädchen für neue Technologien zu interessieren.
Im Buch From Barbie to Mortal Kombat: Gender and Computer Games geht es darum, was Frauen oder Mädchen von Computerspielen erwarten. Tatsächlich gibt es bereits viele Spiele ohne Genderbezug. Cassell meinte auch, dass die Attraktivität von Computerspielen für Jungen größer sei als für Mädchen, weil diese mehr Wert darauf legen, nicht als ‚Nerds‘ zu gelten.
Cassell entwickelte den Embodied Conversational Agent (ECA), einen virtuellen „Menschen“, der mit Menschen interagieren kann. Das „virtuelle Kind“ hat autistischen Kindern geholfen, ihre sozialen Fähigkeiten zu entwickeln.
Cassell fragte 2011 „Wo sind die Frauen in der Wikipedia?“ und schrieb zur Geschlechterverteilung in der Wikipedia: „... Wikipedia may feel like a fight to get one's voice heard.“ Man bekomme ein Gefühl für die internen Kämpfe, indem man in die ‚talk page‘ vieler Artikel schaut, die weniger eine Zusammenarbeit in der Konstruktion von Artikeln zeigen, sondern voller ‚edit-warring‘ stecken – wo aufeinanderfolgende Autoren einander die Beiträge niedermachen. Doch in der amerikanischen Gesellschaft sei es noch so, „that debate, contention, and vigorous defense of one's position is often still seen as a male stance, and women's use of these speech styles can call forth negative evaluations“.

## Mitgliedschaften
Justine Cassell ist Mitglied folgender Einrichtungen
- Association for Computing Machinery
- Association for Computational Linguistics
- Linguistic Society of America
- Society for Research in Child Development

## Schriften
- mit David McNeill, Susan D. Duncan und Elena Terry Levy: Gesture and the dynamic dimension of language: Essays in honor of David McNeill. John Benjamins Publishing Company, 2007, ISBN 978-90-272-2841-3.
- Embodied Conversational Agents, MIT Press, 2000, ISBN 978-0-262-03278-0.
- mit Henry Jenkies: From Barbie to Mortal Kombat: Gender and Computer Games, MIT Press, 1998 (TB 2000). ISBN 978-0-262-53168-9.
- The development of the expression of time and event in narrative, Diss. Univ. of Chicago, 1991

## Einzelbelege
1. ↑  Cassell joins Human Computer Interaction Institute, Pittsburgh Business Times, 6. April 2010. Abgerufen am 31. August 2020.
2. ↑  J. Cassell, K. Ryokai: Making Space for Voice: Technologies to Support Children’s Fantasy and Storytelling. In: Personal and Ubiquitous Computing. Band 5, Nr. 3, 8. Januar 2001, ISSN 1617-4909, S. 169–190, doi:10.1007/PL00000018.
3. ↑  Teachers Outperform Real Ones, Fox News, 21. Februar 2008. Abgerufen am 31. August 2020.
4. ↑  Virtual reality aids children with autism, NBC News, 21. April 2008. Abgerufen am 31. August 2020.
5. ↑  "A Culture of Editing Wars", einer von vier Beiträgen zur Debatte "Where Are the Women in Wikipedia?", New York Times, 2. Februar 2011. Siehe auch den früheren New York Times Artikel über das Ziel der Wikimedia Foundation, mehr Frauen an Wikipedia zu beteiligen. Noam Cohen, "Define Gender Gap? Look Up Wikipedia's Contributor List", 31. Januar 2011. Abgerufen am 31. August 2020.

| Personendaten    | Personendaten                   |
| ---------------- | ------------------------------- |
| NAME             | Cassell, Justine                |
| KURZBESCHREIBUNG | US-amerikanische Informatikerin |
| GEBURTSDATUM     | 19. März 1960                   |
| GEBURTSORT       | New York City                   |